# Taikoo Hui
Taikoo Hui (廣州太古滙, «Тайку Хуэй») или Taikoo Hui Guangzhou Cultural Plaza — многофункциональный комплекс небоскрёбов, расположенный в китайском городе Гуанчжоу (провинция Гуандун), в центральном деловом районе Тяньхэ, у пересечения главных магистралей Тяньхэ-роуд и Тяньхэ-Дун-роуд. Построен в 2013 году в стиле модернизма, по состоянию на 2022 года башня № 1 являлась 35-м по высоте зданием города. Архитекторами проекта выступили американские фирмы Arquitectonica и Thornton Tomasetti, а также Институт дизайна Гуанчжоу, застройщиком — China State Construction Engineering Corporation, девелопером комплекса является гонконгская компания Swire Properties. 

## Структура
- 40-этажная офисная башня 1 (212 м) построена в 2011 году[5][6][7].
- 29-этажная офисная башня 2 (165 м) построена в 2011 году[8][9].
- 28-этажная гостиничная башня Mandarin Oriental (128 м) построена в 2013 году[10][11][12].
- В подиуме расположены многоуровневый торговый центр Taikoo Hui Mall со 180 магазинами, ресторанами и супермаркетом[13][14][15], автомобильный паркинг, культурный центр с библиотекой, центр исполнительского искусства на 1 тыс. мест, станция метро, на крыше разбиты сады.

## Галерея

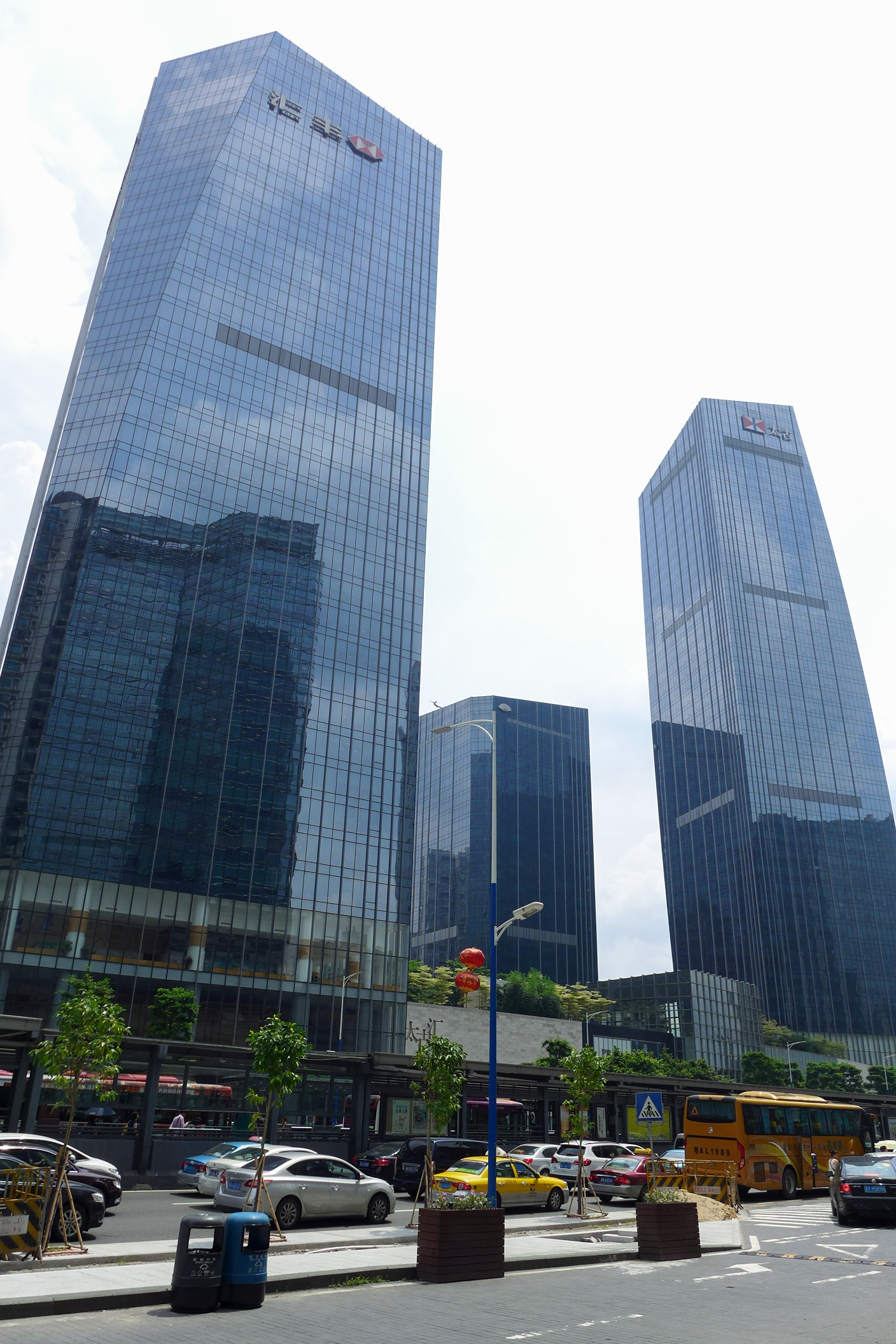
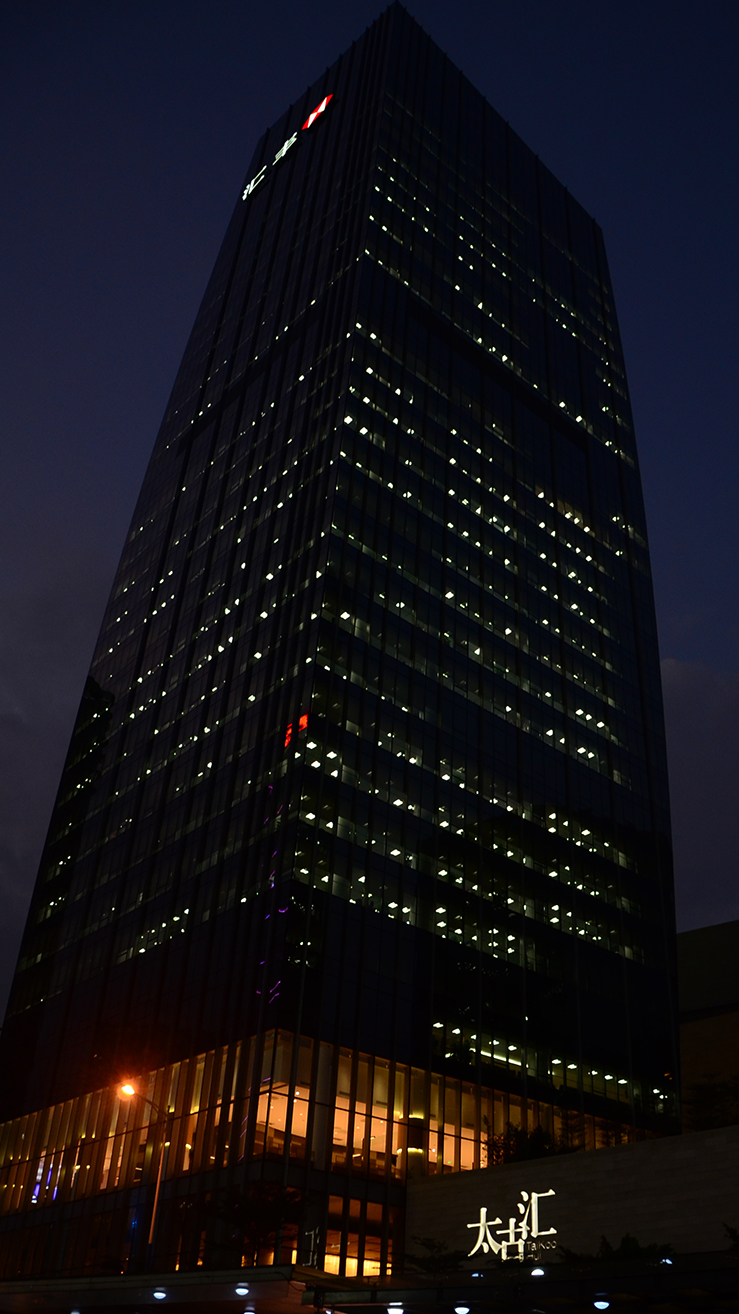
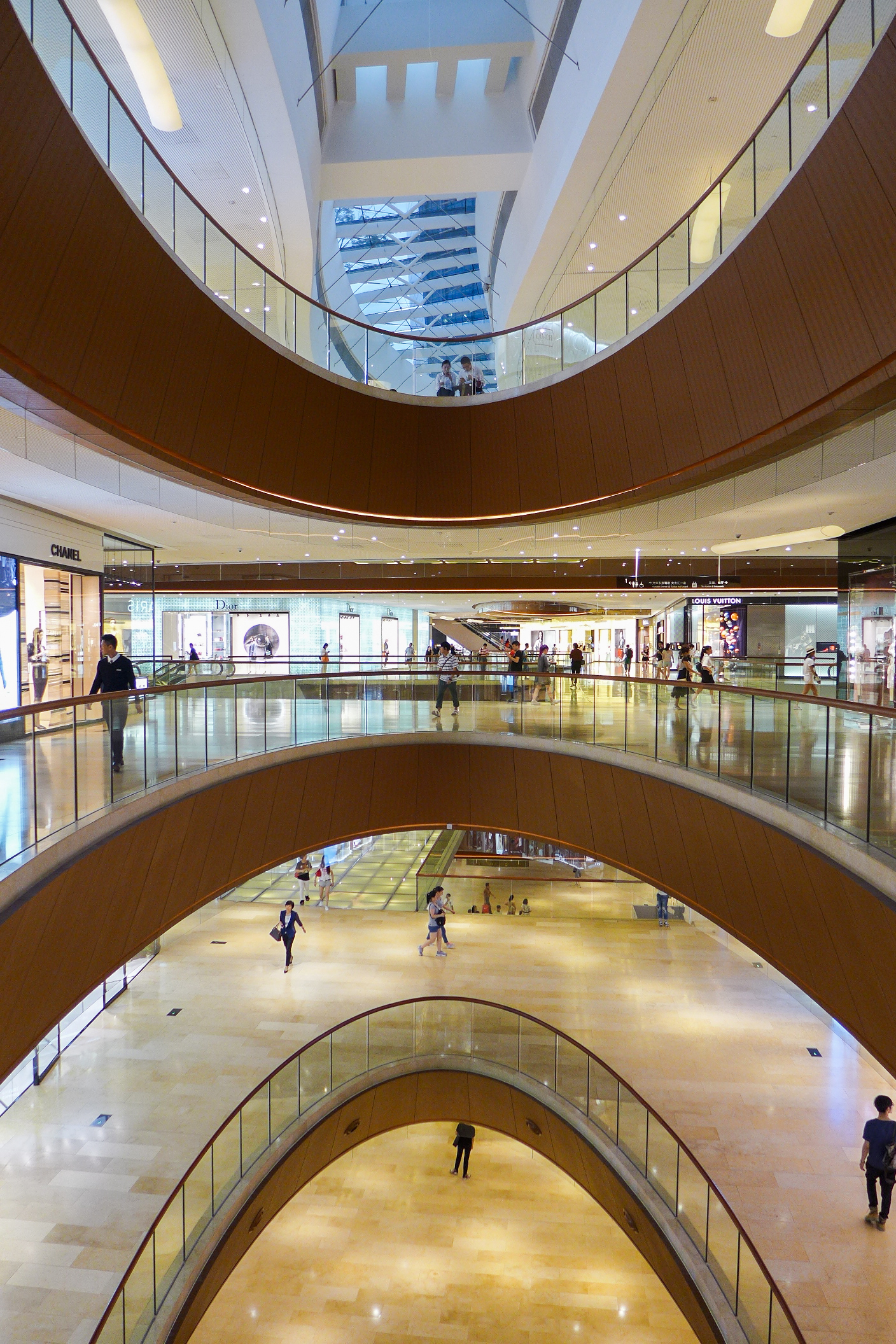
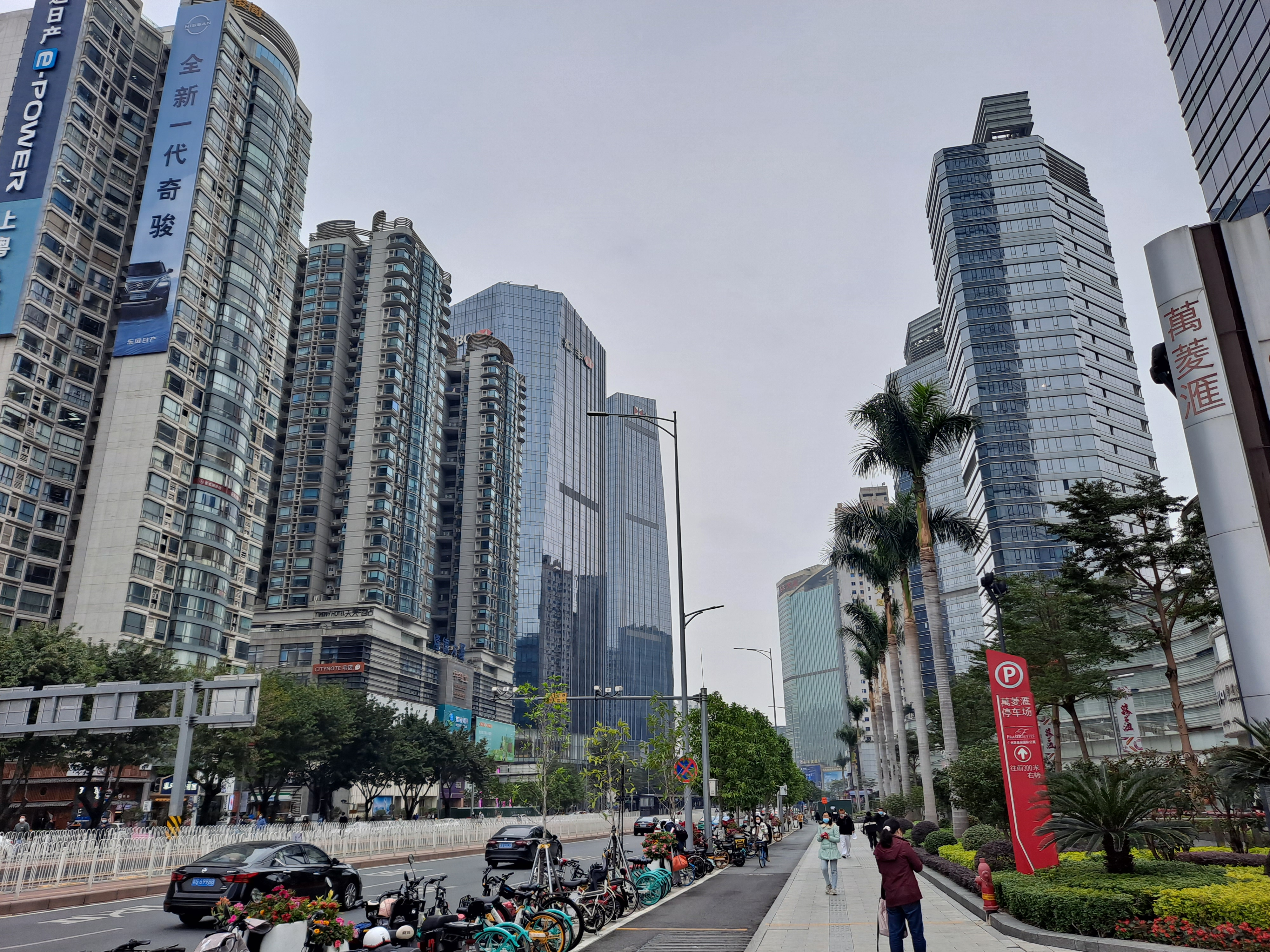

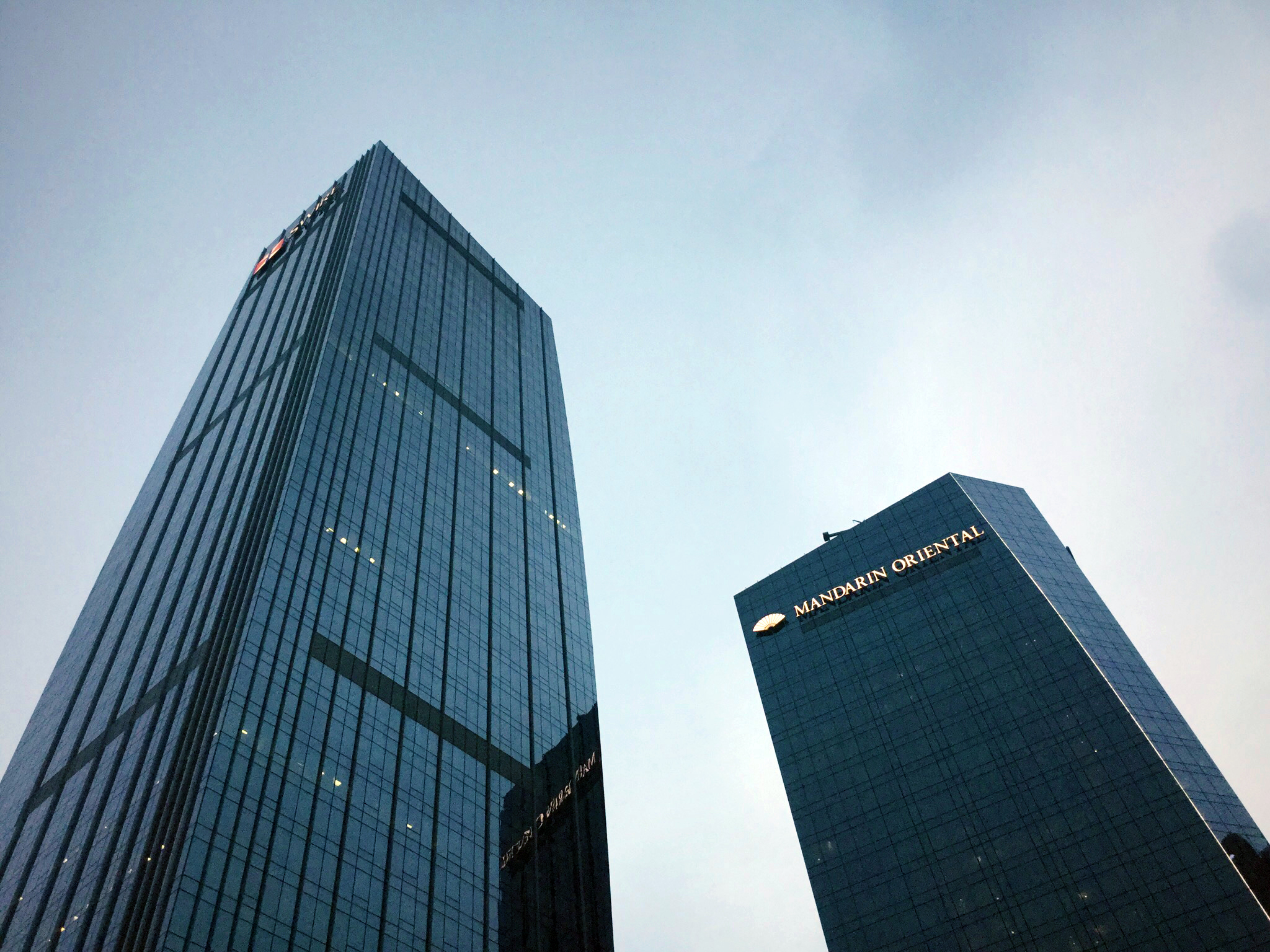
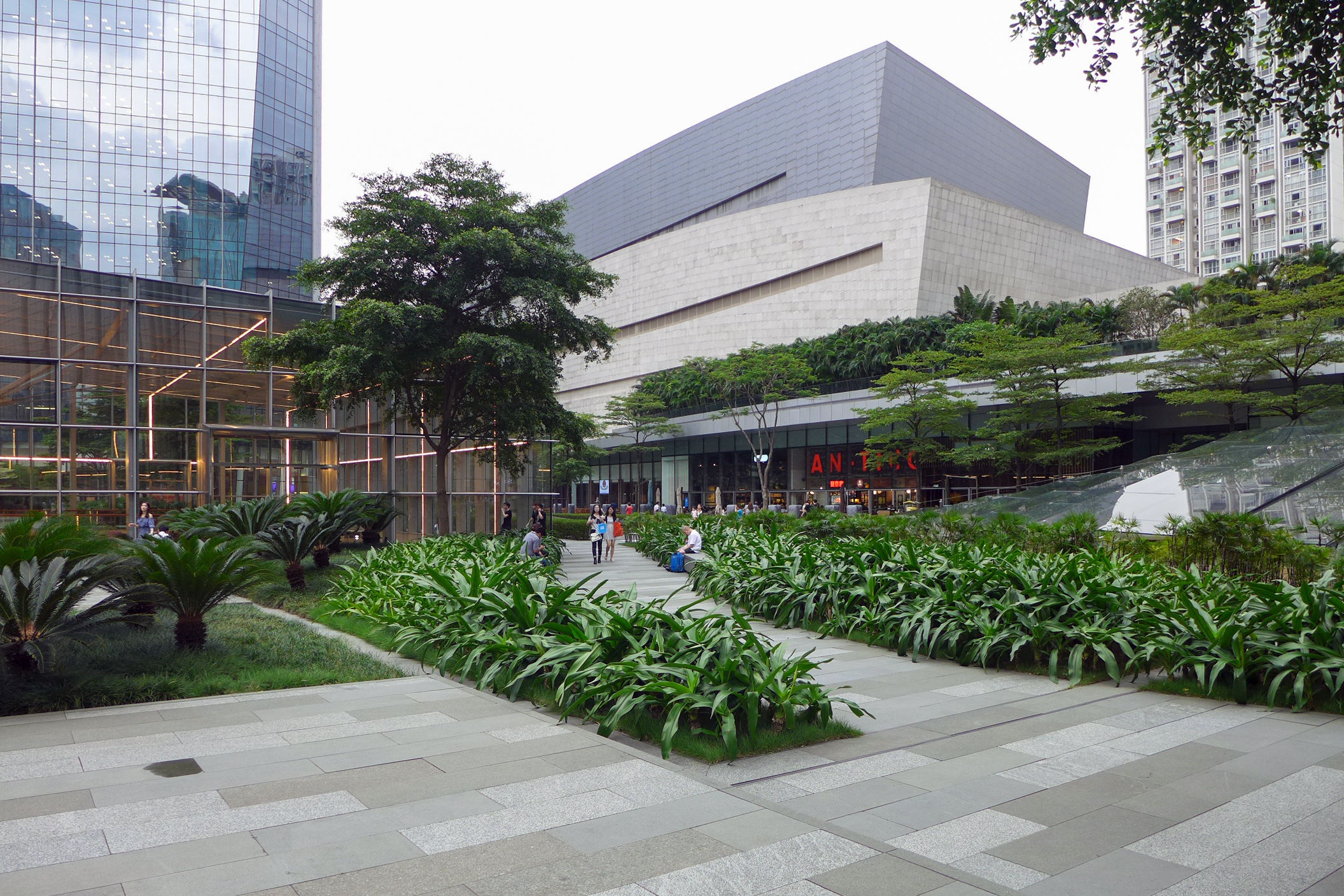
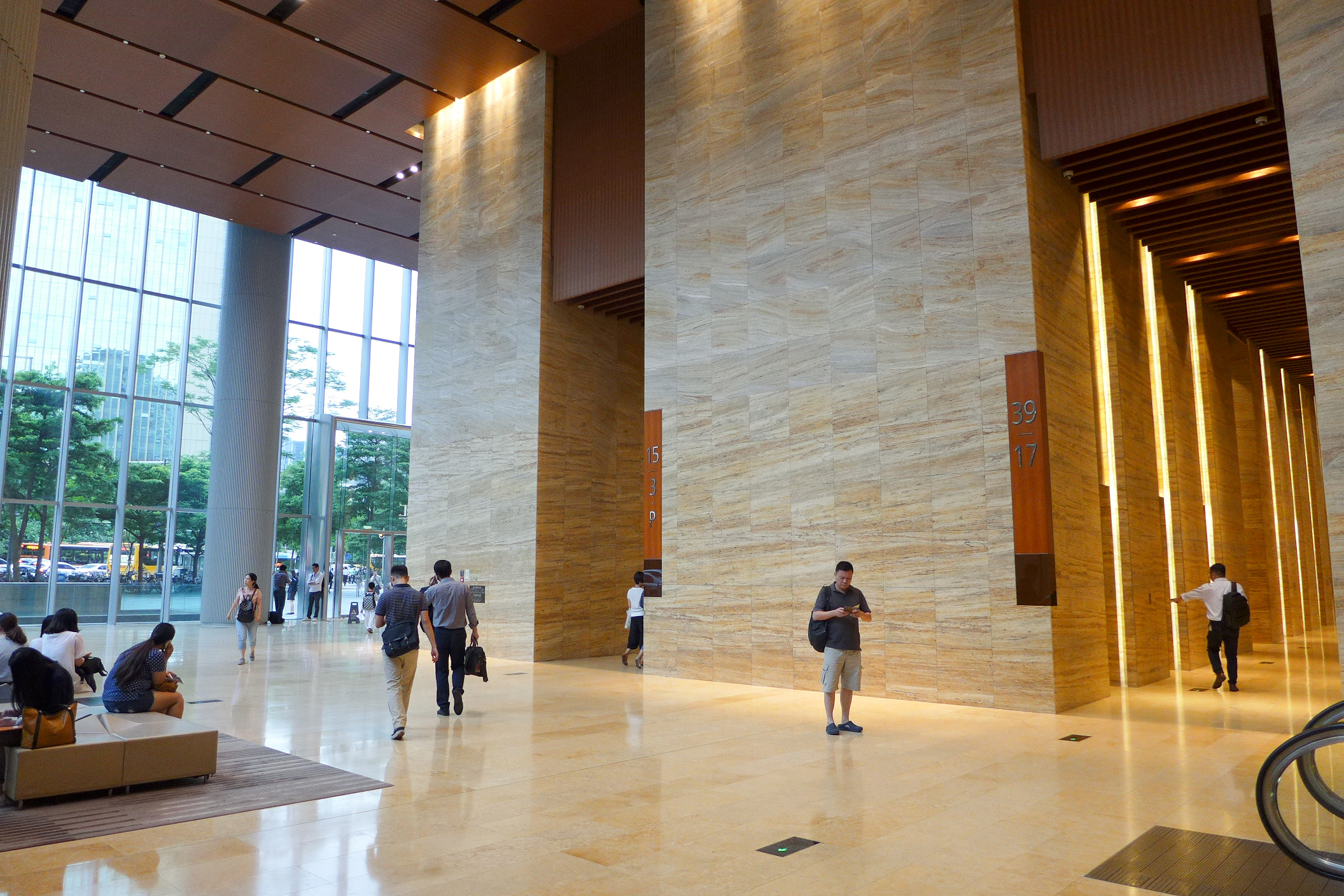
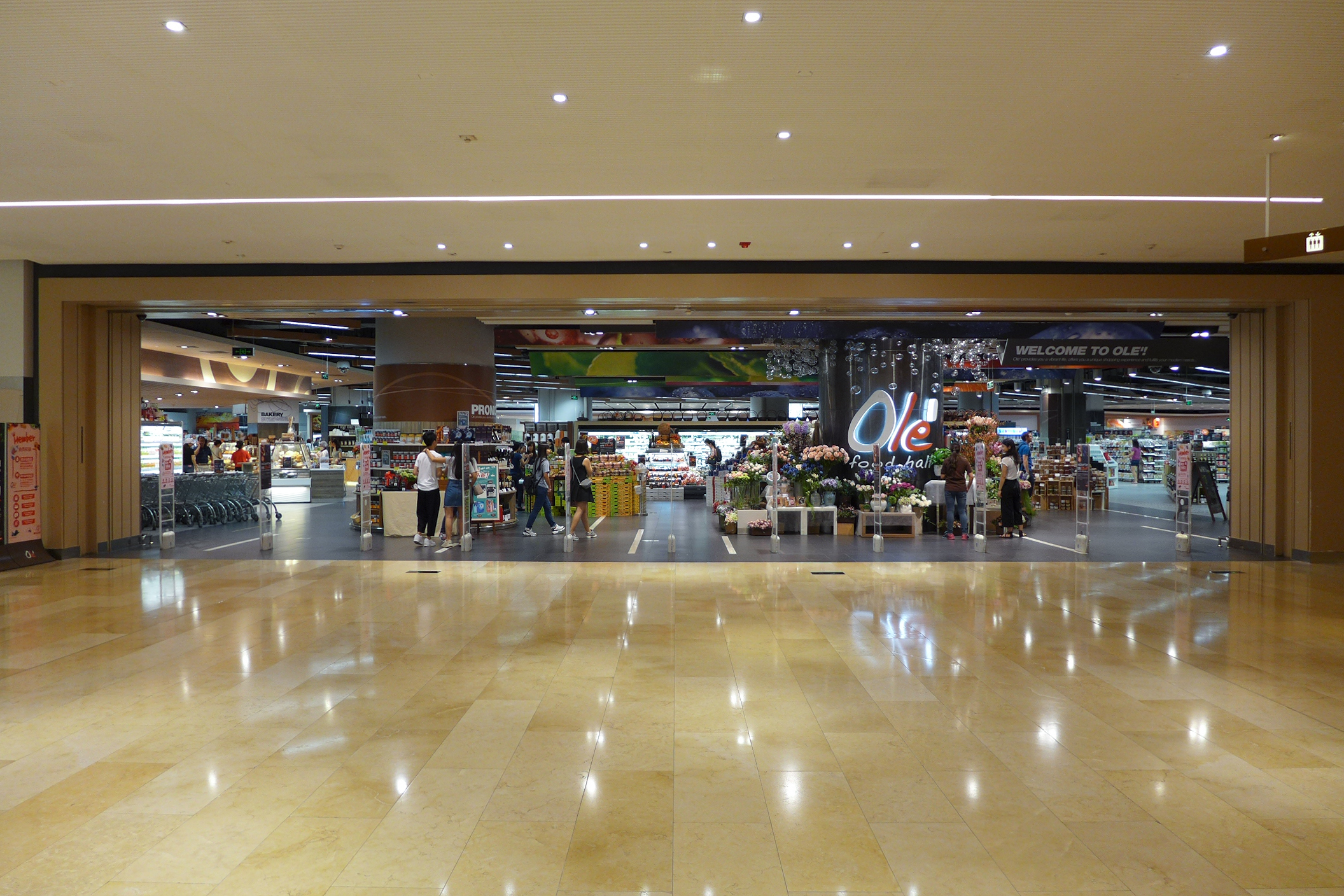